# 崔游 (三国至十六国)
崔遊（?—?），字子相，上黨人。曹魏末年，察孝廉，擔任相國司馬昭的相府舍人，又外任為氐池長，後因生病而免官。西晉泰始年間，因崔遊曾經在司馬昭的相府任職，晉武帝派使者前往崔游家任命其為郎中。崔游曾收劉淵為弟子。劉淵稱帝後，任命其為御史大夫，遭到崔遊拒絕。崔遊93歲那年在家中去世。撰有《喪服圖》。

## 延伸阅读
[在维基数据编辑]
 《晉書/卷091》，出自房玄齡《晉書》